# دبوسية (مدينة تاريخية)
كانت الدبوسية مدينة من القرون الوسطى في منطقة الصغد في بلاد ما وراء النهر. هي بلدة صغيرة بين بخارى وسمرقند. ومن الجدير بالذكر أنه المكان الذي هزم فيه المتظاهر الساماني إسماعيل منتصر القراخانيين، قبل هزيمته وموته في نهاية المطاف. كما كانت موقع معركة الدبوسية بين الغزنويين والقراخانيين، والتي انتهت بالتعادل. 